# Dragón Lunar
Dragón Lunar (en inglés, Moondragon) es un personaje ficticio que aparece en los cómics estadounidenses publicados por Marvel Comics. Una poderosa telépata, maestra de las artes marciales, telequinética menor y genetista altamente capacitada, las características más notables del Dragón Lunar son su cabeza rapada y la excelencia en prácticamente todas las áreas de la realización humana.
A diferencia de la mayoría de los personajes de Marvel, que han adquirido sus habilidades paranormales por nacimiento o accidente, ella ha logrado estrictamente sus extraordinarios talentos a través de grados extremos de régimen personal.

## Historia de publicación
Madame MacEvil apareció por primera vez en Iron Man (vol. 1) # 54 (enero de 1973). El guion fue escrito por Bill Everett (creador del Sub-Marinero) y Mike Friedrich y dibujado por Everett y George Tuska.

## Historia

### Origen
Heather Douglas nació en Los Ángeles, California, hija de Arthur e Yvette Steckley Douglas. Cuando Heather era todavía una niña, su padre la estaba conduciendo a ella y a su madre a través del desierto cuando accidentalmente vieron la nave espacial de Thanos aterrizar; el villano espacial no quería testigos, por lo que destruyó su automóvil. Heather fue arrojada clara y sobrevivió, pero sus padres fueron asesinados. (Más tarde descubriría que el alma de su padre estaba ligada a un nuevo cuerpo, convirtiéndose en Drax el Destructor) Fue encontrada por el padre de Thanos, Mentor, quien la llevó a su mundo natal, Titán, para ser criada por los monjes de Shao-Lom.
De los monjes, Heather desarrolla su cuerpo en todo su potencial, convirtiéndose en una formidable artista marcial. Le enseñan a Heather varias disciplinas científicas como la química y la ingeniería genética; pero lo más significativo es que ayudan a Heather a aprovechar sus poderes psiónicos latentes, presentes en todos los humanos. Heather es capaz de desarrollar sus poderes mentales mucho más allá de los de sus maestros, tanto que finalmente se pone en contacto mentalmente con una poderosa entidad llamada Dragón de la Luna. El Dragón inmediatamente intenta corromper y tomarla, pero ella se defiende, alejando al Dragón. Esto la llena de orgullo y una abrumadora sensación de superioridad. Para conmemorar su victoria, ella toma el nombre de Dragón Lunar. Desconocido para Heather, el Dragón continúa sutilmente influyéndola en un nivel subconsciente.
La elección de Heather del nombre Dragón Lunar causa un alboroto entre los monjes de Shao-Lom, tanto así que Mentor tiene que enfrentarla en el asunto. Después del enfrentamiento, Dragón Lunar es abordada por Runner, uno de los Ancianos del Universo. Runner lleva a Dragón Lunar en una gira por el universo, mostrándole sus fantásticas vistas y maravillas. Runner finalmente lleva a Dragón Lunar a la superficie de un sol. Él le informa que el sol se volvería nova en varios años. Dragón Lunar señala a Runner que el sol albergaba un planeta habitado y que deberían advertir a los habitantes. Runner lamenta responder que, cuando eligió el camino de la libertad, perdió la opción de interferir con los destinos de los demás. Dragón Lunar argumenta: "¿De qué sirve la libertad?" cuando solo lleva a la muerte cuando Runner no responde satisfactoriamente, ella solicita que la traigan a casa.
Algún tiempo después, Thanos ataca a Titán, destruyendo el monasterio y los monjes de Shao-Lom. Dragón Lunar se escapa en su nave espacial y huye a la Tierra.

### Alianzas contra Thanos y Korvac
Primero regresa a la Tierra bajo el disfraz de "Madame MacEvil" para desarrollar medios para combatir a Thanos. Esto lleva a la creación de villanos como Angar the Screamer, Ramrod y Dark Messiah. En su primera aparición, ella fuerza a Iron Man a luchar contra Namor para estudiarlos. Luego revela su verdadera identidad y ayuda a los Vengadores en su primer enfrentamiento con Thanos. Se encuentra con la heroína Gata Infernal y la lleva a Titán para entrenarla.
Ella lucha contra Daredevil pero casi es asesinada por su ex aliado Kerwin J. Broderick. Ella restaura brevemente la vista de Daredevil con sus habilidades de punto de presión alienígena y luego conoce al Capitán Mar-Vell. Ella los ayuda contra Angar, el Mesías Oscuro y Terrex. Ella se enamora de Daredevil pero luego regresa al espacio exterior. Ayuda al Capitán Mar-Vell, a Drax y a los Vengadores en contra de Thanos.
Dragón Lunar es una de las tres candidatas para ser la Madonna Celestial, que fue profetizada para dar a luz a un salvador universal, pero ella pierde a Mantis. Luego se convierte en aventurera y se une a los Vengadores. Aunque su tiempo con el equipo es corto, ella nuevamente ayuda a los Vengadores contra Thanos.
Dragón Lunar está presente cuando los Vengadores se enfrentan a Korvac; sus poderes le permiten ver en su mente mientras luchan, y ella decide que su objetivo de salvar el universo al gobernarlo es noble. Se queda fuera de la batalla hasta que Korvac, abatido, se suicida.

### Caminos de corrupción y redención
Dragón Lunar deja la Tierra con Drax y encuentra un planeta inmerso en la guerra, por lo que decide tomar el control mental de todos sus habitantes para obligarlos a vivir en paz, erigiéndose como su "diosa de la paz". Drax convoca a los Vengadores para intervenir y en la confrontación resultante, Dragón Lunar se ve obligado a matar a su padre con sus poderes mentales. Después, Thor la lleva ante un verdadero dios, su padre, Odín, para ser juzgado. Odin percibe dentro de Dragón Lunar un espíritu fuerte pero contaminado. Él la condena a usar una diadema mágica que reduce sus poderes mentales hasta que ha superado su arrogancia y aprendido la humildad. También le asigna a Valkyrie para ser su guardián.
Cuando Valkyrie vuelve a unirse a los Defensores, Dragón Lunar se ve obligada a acompañarla. Al principio, envía señales telepáticas de bajo nivel, atrayendo amenazas a las cercanías de la sede de los Defensores, esperando que una de estas amenazas le quite la diadema o fuerce a los Defensores a quitarse la diadema para que pueda usar sus poderes para ayúdalos sin obstáculos. Uno de los que responde a sus sugerencias telepáticas resulta ser un hombre infectado con esporas mutadas, a quien los Defensores logran vencer.
A pesar de que Dragón Lunar se resiente de estar con los Defensores, quiere ser aceptada por ellos como una buena persona. En un encuentro con los trolls asgardianos, Dragón Lunar resiste la tentación de dejar que los trolls y el Dragón de la Luna le quiten la diadema, lo que le permite a Odin, que deja caer la diadema.
Esta victoria personal es efímera, ya que poco tiempo después los Defensores deben luchar contra los engendros de las esporas mutadas que combatieron meses antes. Los engendros pronto se unen en un único monstruo gigantesco, que Dragón Lunar vence con la ayuda de la Gárgola. Desconocido para Dragón Lunar, al hacerlo, ella está infectada con las esporas mutadas. No se entera de la infección hasta semanas después, cuando las esporas han suplantado una buena parte de sus propios órganos internos. El Dragón de la Luna aparece nuevamente y le dice que puede salvarle la vida, pero solo si acepta ser su anfitrión. Al principio Dragón Lunar rechaza su oferta, sabiendo que la utilizará para matar a los Defensores. El Dragón entonces se burla del sentimentalismo de Dragón Lunar mostrándole lo que los otros Defensores están diciendo sobre ella a sus espaldas a pesar de que se ha reformado. Finalmente abrumada por el dolor, ella acepta. Ahora totalmente corrompido, Dragón Lunar lucha contra los Defensores hasta que Andrómeda, Interloper, Manslaughter y Valkyrie se sacrifican para matarla a ella y al Dragón.
El alma de Heather logra sobrevivir, y, ahora libre del Dragón nuevamente, se contacta con su prima Pamela; a través de ella, ella puede obtener un nuevo cuerpo para ella, un clon creado en Titán. Durante un tiempo, ella y su primo, que se convierte en la heroína Dragón Solar, aventuran juntos en el espacio.

### Cohorte Cósmico
Después de que Quasar es nombrado Protector del Universo, Dragón Lunar se insinúa a sí mismo en su vida. Usando el seudónimo HD Steckley, se convierte en ingeniera y vendedora de Vaughn Security Systems. Está convencida de que con el tiempo Quasar se dará cuenta de que están eminentemente calificados para formar el acoplamiento más cósmico del universo. Quasar, sin embargo, afirma que las calificaciones no tienen nada que ver con los sentimientos y la rechaza. Ella persiste durante un tiempo, pero finalmente recibe el mensaje y pierde interés.
Cuando Adam Warlock busca personas para ayudarlo a salvaguardar las Gemas del Infinito, elige Dragón Lunar para conservar la Gema Mente, pero solo después de establecer salvaguardas para que Dragón Lunar no pueda explotar todo el poder de la gema. Aun así, ella acepta unirse a su equipo, el Guardia del Infinito. Finalmente pierde la gema cuando es robada por Rune.
Más tarde, Dragón Lunar se convierte en un asociado de Genis-Vell (el tercer Capitán Marvel), decidido a ayudarlo a controlar su conciencia cósmica. Durante este tiempo, se enamora de Marlo Chandler, la esposa de Rick Jones (a quien el Capitán Marvel estaba unido). Las dos escapan de una relación lésbica con la reacia comprensión de Rick, con quien Marlo tiene problemas maritales de todos modos. Algún tiempo después, Marlo supera sus sentimientos por Dragón Lunar y decide regresar con Rick. Dragón Lunar le dice que accidentalmente la presionó telepáticamente en la relación, pero esto es una mentira para facilitar la ruptura. En verdad, Dragón Lunar está desconsolada; ella se va poco después con Phyla-Vell.

### Aniquilación
En la miniserie Annihilation, Dragón Lunar y Phyla-Vell regresan, visitando las tumbas de Mar-Vell y Genis-Vell. En este momento, Thanos aparece y secuestra a Dragón Lunar, usándola como rehén para atraer a Drax el Destructor con un propósito desconocido. Además, cuando está infectada con los parásitos de Annihilation Wave, se ve obligada a revelar el plan de Annihilus para destruir toda la vida en el universo, que él entonces gobernaría. Thanos hace que regurgite los parásitos, sin interés en el plan de Annihilus. Sin embargo, el plan de venganza de Thanos se interrumpe cuando Drax se apresura a salvar a su hija, lo que hace arrancando el corazón de Thanos, justo antes de que el villano estuviera a punto de salvar el universo de Annihilus. Sin embargo, Drax y Dragón Lunar logran liberar a Silver Surfer, quien a su vez ayuda a liberar a Galactus, destruyendo los planes de Annihlus. Galactus luego se teletransporta a Drax y Dragón Lunar. Ella "pierde la pista" de Drax y se reúne con Phyla-Vell.

### Aniquilación: Conquista
En Quasar: Aniquilación: Conquista, el amor de Phyla y Dragón Lunar se explora en profundidad. Debido a que Phalanx toma el control del Imperio Kree, Phyla y Heather tienen que encontrar el "salvador" que se le muestra a Phyla (Quasar) en una visión. Se encuentran con el Super-Adaptoide, que fue absorbida por la Falange y se dispuso a evitar que las mujeres encontraran al salvador. Durante la batalla, Dragón Lunar tiene que transformarse en un dragón, como el Dragón de la Luna que tuvo que combatir la mayor parte de su vida. Dragón Lunar no puede volver a su forma humana. Dragón Lunar y Phyla siguen una voz que Phyla oye para encontrar al salvador de la raza Kree, que está siendo atacado por la Falange. Al final, resulta que la voz pertenece a la Inteligencia Suprema de los Kree. Les ayuda a encontrar un capullo, que está restaurando a Adam Warlock. El capullo se abre y Phyla y Dragón Lunar le piden a Warlock que los ayude a luchar contra la Falange. Poco después, llega el Phalanx, liderado por el androide asesino Ultron. Dragón Lunar intenta proteger a Phyla, y Ultron responde hundiendo su brazo en su pecho. Heather muere poco después en los brazos de Phyla.
Algún tiempo después, Phyla y Drax son alertados por un profeta que Dragón Lunar puede estar intentando regresar. Mentor concluye que este puede ser el caso, y así los mata a los dos para que puedan viajar al reino de los muertos para recuperarla. Phyla salva a Dragón Lunar de la garganta del Dragón de la Luna, y vuelven a la vida.

### Guardianes de la Galaxia
Después de su resurrección, Dragón Lunar se une a Phyla en Knowhere y es aceptada como miembro no oficial de los Guardianes de la Galaxia. Ella ayuda a Cosmo y Mantis como parte del equipo de soporte telepático. Su resurrección deja su mente más abierta de lo que era antes de su muerte, por lo que es capaz de detectar cosas antes de que Mantis o Cosmo lo hagan. Su sensibilidad aumentada también la hace más vulnerable a la manipulación psíquica por parte de Starhawk, quien ha sido liberada de su confinamiento.
Con la muerte de Phyla a manos de Adam Magus, Dragón Lunar se encarga de convertirse en un agente de campo de los Guardianes de la Galaxia. Sin embargo, ella se convierte en el anfitrión de un parásito alienígena que se origina en un universo paralelo a través de la falla, una lágrima espacio temporal creada por Black Bolt, en una bomba Terrigena. Peor aún, ella está esposada biométricamente por Cynosure, líder de los Luminals (una organización de superhumanos alienígenas heroicos del planeta Xarth III), que tiene la intención de hacer que la criatura intente matar a uno de sus compañeros Luminals. Para empeorar las cosas, los miembros de la Iglesia de la Verdad Universal secuestran a Dragón Lunar y Cynosure, viendo al parásito como un dios, a quien intentan dar a luz. Afortunadamente, los Guardianes y Luminals realizan un intento de rescate conjunto y extraen los dos. Con la ayuda del personal médico de Knowhere, pueden eliminar el organismo de Dragón Lunar. Durante estas experiencias, Dragón Lunar tiene visiones de un capullo y Phyla está viva.

## Poderes y habilidades
Heather Douglas es una humana que ha accedido a su potencial psiónico completo a través de un entrenamiento extremo bajo los monjes titánicos de Shao-Lom. También es muy educada en la ciencia de Titanian y es una maestra de artes marciales.
Ella posee principalmente tremendas habilidades telepáticas que le han permitido controlar la población de un planeta entero para detener una guerra en curso, mientras esclaviza al dios del trueno Thor como su amante personal. Ella demostró fuerza de voluntad y fuerza espiritual rivalizando con la de Thanos, y el Hechicero Supremo, Doctor Strange, atravesó los escudos psiónicos de la entidad cósmica de Galactus para permitir la comunicación, y al tomar prestadas sus habilidades, Thanos casi logra para abrumar al Devorador.
Más allá de la comunicación y el control de otras mentes, puede inducir ilusiones mentales, causar cambios de personalidad y borrar recuerdos específicos. También puede disparar rayos de energía psiónica como explosiones de conmoción que pueden aturdir a un oponente o hacer que un oponente muera.
También es una telequinética de bajo nivel, una habilidad que le permite moverse y manipular la mayor parte de la materia física al usar solo sus pensamientos, levitar a sí misma y a los demás, crear escudos de fuerza psíquica y disparar ráfagas de energía psicoquinética con suficiente fuerza para afectar el acero.
Dragón Lunar ha experimentado niveles extremos de entrenamiento en las artes marciales de Titanian, así como también disciplinas mentales que le permiten un control casi completo sobre su cuerpo, incluidas funciones autónomas como latidos del corazón, sangrado y respiración, así como conciencia del dolor. Ella ha perfeccionado su fuerza, velocidad, resistencia, agilidad y reflejos hasta sus límites más altos. Sus habilidades en artes marciales incluso le han permitido vencer al Capitán América y a Mantis en el combate mano a mano.
Heather posee un genio intelecto y tiene un gran conocimiento en diversas áreas de las disciplinas científicas avanzadas de Titanio, como la genética y la biónica, y ha podido actualizar los ciborgs Ramrod y Angar the Screamer y restaurar a Daredevil la vista. Ella también es una piloto de nave espacial altamente capacitada.
Ha demostrado la capacidad de asumir la forma de su tocayo, un dragón que escupe fuego capaz de sobrevivir en el espacio exterior, atravesando distancias interestelares. Sin embargo, no está claro si conserva esta habilidad después de su última resurrección.
Los poderes de Dragón Lunar no están exentos de debilidades. Por ejemplo, Rick Jones es capaz de detener la telepatía de Dragón Lunar pegándola a una silla, cubriéndole los ojos y la boca con cinta adhesiva y colocándole auriculares en los oídos que escuchan la ensordecedora música de Limp Bizkit nu metal. Esto hace que Dragón Lunar pierda el contacto con sus sentidos y concentración, dejándola impotente.
Dragón Lunar también sufre de inestabilidad emocional debido a su educación aislada y su intenso complejo de superioridad, lo que la aleja de su entorno. Esto a veces la lleva a coaccionar decisiones o emitir juicios despiadados. Sin embargo, las relaciones posteriores más positivas han ayudado a su estado emocional, particularmente su relación con Phyla-Vell, lo que le ha permitido ser más abierta y compasiva con los demás.
A principios de la década de 1990, obtiene la posesión de la "Gema de la Mente", que aumenta sus poderes psiónicos a un grado desconocido y potencialmente ilimitado. Adam Warlock aparentemente ha instituido algunas salvaguardas desconocidas dentro de la gema para evitar que ella la use indebidamente.

## Otras versiones

### Era de Apocalipsis
En la línea de tiempo de Era de Apocalipsis, Dragón Lunar nunca ha accedido a su potencial psiónico completo y se le unió y se unió al grupo de telépatas de bajo nivel de Quentin Quire para crear una especie de "estafa piramidal psíquico" conocida como Overmind, que Quentin usa para aumentar sus propias habilidades limitadas.
Heather junto con los telépatas que componen la Supermente son más tarde confrontados y asesinados por el Rey Sombra.

### Ultimate Marvel
En el primer número del arco Ultimate Extinction, como parte de la línea Ultimate Marvel, una mujer calva con un tatuaje de dragón y considerable destreza en artes marciales ataca a Misty Knight. Una base de datos de computadora más tarde identifica a la mujer como Heather Douglas, que ha estado muerta durante décadas.
Esta mujer se revela como un clon del original Heather Douglas. De hecho, hay cientos de estos clones (así como un equivalente masculino, clones calvos de un hombre sin nombre). Estos clones fueron creados por un culto que adora a Gah Lak Tus (la versión definitiva de Galactus). Intentan destruir S.H.I.E.L.D. y enfrentar a los Ultimates y los X-Men, mientras que otros héroes intentan enfrentar la amenaza de Gah Lak Tus.

### Marvel Zombies
En la serie original de Marvel Zombies, Dragón Lunar es vista brevemente como uno de los muchos héroes infectados.

### Marvel Adventures: Fantastic Four
Dragón Lunar ejecuta un "Salón de Espejos Mágicos" en un carnaval. Ella ayuda a los Cuatro Fantásticos a luchar contra el Barón Mordo en este cuento sin palabras.

## En otros medios

### Televisión
- Aparece en el episodio de la serie animada X-Men "Beyond Good and Evil (Parte 3)" en un papel que no habla.

### Videojuegos
- Aparece como un NPC en Marvel Heroes, con la voz de Mary Elizabeth McGlynn.[42]
- Aparece como un personaje jugable en Lego Marvel's Avengers.
- Aparece como un personaje jugable en Marvel Contest of Champions.
- Aparece en Marvel: Avengers Alliance, el videojuego de computadora.

### Parodia
- También aparece en el episodio de Mad, "Captain America's Got Talent", voz de Rachel Ramras. Leyó desde una computadora que decía que era Vengador por 22 segundos.